# Secretaria para a Segurança
A Secretaria para a Economia e Finanças (SS) (em chinês: 保安司) é a entidade responsável pela definição das políticas da área de segurança e pela fiscalização dos serviços públicos da referida área, do Governo da Região Administrativa Especial de Macau, cujo secretário é o titular dos principais cargos e é nomeado pelo Conselho de Estado da República Popular da China (Governo Popular Central), sob proposta do Chefe do Executivo.

## Competências
O Secretário para a Segurança exerce as competências nas seguintes áreas da governação :
- Segurança pública interna da Região Administrativa Especial de Macau;
- Investigação criminal;
- Controlos de migração;
- Fiscalização do tráfego marítimo e das respectivas regras disciplinadoras;
- Protecção Civil;
- Coordenação e gestão do sistema prisional;
- Actividades alfandegárias
- Actividades do Instituto de Menores

## Estrutura orgânica
|                               |                               |                               |                               |                               |                               |  |  |                                       |                                       |                                       |                                       |                                       |                                       |                               |                               |                               |                               |                                |                    |                    |                    |  |  | Secretaria para a Segurança        |                                    |                                    |                                    |                                    |                                    |  |  |                   |                   |                   |                   |                               |                               |                               |                               |                               |                               |                         |                         |                         |                         |  |  |                                   |                                   |                                   |                                   |                                   |                                   |  |  |
|                               |                               |                               |                               |                               |                               |  |  |                                       |                                       |                                       |                                       |                                       |                                       |                               |                               |                               |                               |                                |                    |                    |                    |  |  |                                    |                                    |                                    |                                    |                                    |                                    |  |  |                   |                   |                   |                   |                               |                               |                               |                               |                               |                               |                         |                         |                         |                         |  |  |                                   |                                   |                                   |                                   |                                   |                                   |  |  |
|                               |                               |                               |                               |                               |                               |  |  |                                       |                                       |                                       |                                       | Gabinete do SS                        |                                       |                               |                               |                               |                               |                                |                    |                    |                    |  |  |                                    |                                    |                                    |                                    |                                    |                                    |  |  |                   |                   |                   |                   |                               |                               |                               |                               |                               |                               |                         |                         |                         |                         |  |  |                                   |                                   |                                   |                                   |                                   |                                   |  |  |
|                               |                               |                               |                               |                               |                               |  |  |                                       |                                       |                                       |                                       |                                       |                                       |                               |                               |                               |                               |                                |                    |                    |                    |  |  |                                    |                                    |                                    |                                    |                                    |                                    |  |  |                   |                   |                   |                   |                               |                               |                               |                               |                               |                               |                         |                         |                         |                         |  |  |                                   |                                   |                                   |                                   |                                   |                                   |  |  |
|                               |                               |                               |                               |                               |                               |  |  |                                       |                                       |                                       |                                       |                                       |                                       |                               |                               |                               |                               |                                |                    |                    |                    |  |  |                                    |                                    |                                    |                                    |                                    |                                    |  |  |                   |                   |                   |                   |                               |                               |                               |                               |                               |                               |                         |                         |                         |                         |  |  |                                   |                                   |                                   |                                   |                                   |                                   |  |  |
|                               |                               |                               |                               |                               |                               |  |  |                                       |                                       |                                       |                                       |                                       |                                       |                               |                               |                               |                               |                                |                    |                    |                    |  |  |                                    |                                    |                                    |                                    |                                    |                                    |  |  |                   |                   |                   |                   |                               |                               |                               |                               |                               |                               |                         |                         |                         |                         |  |  |                                   |                                   |                                   |                                   |                                   |                                   |  |  |
|                               |                               |                               |                               |                               |                               |  |  |                                       |                                       |                                       |                                       |                                       |                                       |                               |                               |                               |                               |                                |                    |                    |                    |  |  |                                    |                                    |                                    |                                    |                                    |                                    |  |  |                   |                   |                   |                   |                               |                               |                               |                               |                               |                               |                         |                         |                         |                         |  |  |                                   |                                   |                                   |                                   |                                   |                                   |  |  |
|                               |                               |                               |                               |                               |                               |  |  |                                       |                                       |                                       |                                       |                                       |                                       |                               |                               |                               |                               |                                |                    |                    |                    |  |  |                                    |                                    |                                    |                                    |                                    |                                    |  |  |                   |                   |                   |                   |                               |                               |                               |                               |                               |                               |                         |                         |                         |                         |  |  |                                   |                                   |                                   |                                   |                                   |                                   |  |  |
|                               |                               |                               |                               |                               |                               |  |  |                                       |                                       |                                       |                                       | Serviços de Polícia Unitários         | Serviços de Polícia Unitários         | Serviços de Polícia Unitários | Serviços de Polícia Unitários | Serviços de Polícia Unitários | Serviços de Polícia Unitários |                                |                    |                    |                    |  |  |                                    |                                    |                                    |                                    |                                    |                                    |  |  |                   |                   |                   |                   | Serviços de Alfândega da RAEM | Serviços de Alfândega da RAEM | Serviços de Alfândega da RAEM | Serviços de Alfândega da RAEM | Serviços de Alfândega da RAEM | Serviços de Alfândega da RAEM |                         |                         |                         |                         |  |  |                                   |                                   |                                   |                                   |                                   |                                   |  |  |
|                               |                               |                               |                               |                               |                               |  |  |                                       |                                       |                                       |                                       | Serviços de Polícia Unitários         | Serviços de Polícia Unitários         | Serviços de Polícia Unitários | Serviços de Polícia Unitários | Serviços de Polícia Unitários | Serviços de Polícia Unitários | (Comando/direcção operacional) |                    |                    |                    |  |  |                                    |                                    |                                    |                                    |                                    |                                    |  |  |                   |                   |                   |                   | Serviços de Alfândega da RAEM | Serviços de Alfândega da RAEM | Serviços de Alfândega da RAEM | Serviços de Alfândega da RAEM | Serviços de Alfândega da RAEM | Serviços de Alfândega da RAEM |                         |                         |                         |                         |  |  |                                   |                                   |                                   |                                   |                                   |                                   |  |  |
|                               |                               |                               |                               |                               |                               |  |  |                                       |                                       |                                       |                                       |                                       |                                       |                               |                               |                               |                               |                                |                    |                    |                    |  |  |                                    |                                    |                                    |                                    |                                    |                                    |  |  |                   |                   |                   |                   |                               |                               |                               |                               |                               |                               |                         |                         |                         |                         |  |  |                                   |                                   |                                   |                                   |                                   |                                   |  |  |
|                               |                               |                               |                               |                               |                               |  |  |                                       |                                       |                                       |                                       |                                       |                                       |                               |                               |                               |                               |                                |                    |                    |                    |  |  |                                    |                                    |                                    |                                    |                                    |                                    |  |  |                   |                   |                   |                   |                               |                               |                               |                               |                               |                               |                         |                         |                         |                         |  |  |                                   |                                   |                                   |                                   |                                   |                                   |  |  |
|                               |                               |                               |                               |                               |                               |  |  |                                       |                                       |                                       |                                       |                                       |                                       |                               |                               |                               |                               |                                |                    |                    |                    |  |  |                                    |                                    |                                    |                                    |                                    |                                    |  |  |                   |                   |                   |                   |                               |                               |                               |                               |                               |                               |                         |                         |                         |                         |  |  |                                   |                                   |                                   |                                   |                                   |                                   |  |  |
|                               |                               |                               |                               |                               |                               |  |  |                                       |                                       |                                       |                                       |                                       |                                       |                               |                               |                               |                               |                                |                    |                    |                    |  |  |                                    |                                    |                                    |                                    |                                    |                                    |  |  |                   |                   |                   |                   |                               |                               |                               |                               |                               |                               |                         |                         |                         |                         |  |  |                                   |                                   |                                   |                                   |                                   |                                   |  |  |
|                               |                               |                               |                               |                               |                               |  |  |                                       |                                       |                                       |                                       |                                       |                                       |                               |                               |                               |                               |                                |                    |                    |                    |  |  |                                    |                                    |                                    |                                    |                                    |                                    |  |  |                   |                   |                   |                   |                               |                               |                               |                               |                               |                               |                         |                         |                         |                         |  |  |                                   |                                   |                                   |                                   |                                   |                                   |  |  |
| Direcção dos Serviços das FSM | Direcção dos Serviços das FSM | Direcção dos Serviços das FSM | Direcção dos Serviços das FSM | Direcção dos Serviços das FSM | Direcção dos Serviços das FSM |  |  | Corpo de Polícia de Segurança Pública | Corpo de Polícia de Segurança Pública | Corpo de Polícia de Segurança Pública | Corpo de Polícia de Segurança Pública | Corpo de Polícia de Segurança Pública | Corpo de Polícia de Segurança Pública |                               |                               | Polícia Judiciária            | Polícia Judiciária            | Polícia Judiciária             | Polícia Judiciária | Polícia Judiciária | Polícia Judiciária |  |  | Direcção dos Serviços Correcionais | Direcção dos Serviços Correcionais | Direcção dos Serviços Correcionais | Direcção dos Serviços Correcionais | Direcção dos Serviços Correcionais | Direcção dos Serviços Correcionais |  |  | Corpo de Bombeiro | Corpo de Bombeiro | Corpo de Bombeiro | Corpo de Bombeiro | Corpo de Bombeiro             | Corpo de Bombeiro             |                               |                               | Escola Superior das FSM       | Escola Superior das FSM       | Escola Superior das FSM | Escola Superior das FSM | Escola Superior das FSM | Escola Superior das FSM |  |  | Gabinete de Informação Financeira | Gabinete de Informação Financeira | Gabinete de Informação Financeira | Gabinete de Informação Financeira | Gabinete de Informação Financeira | Gabinete de Informação Financeira |  |  |

## Legislação Orgânica
- Lei Básica da Região Administrativa Especial de Macau[2]
- Lei n.º 2/1999[3]
  - Lei de Bases da Orgânica do Governo
- Regulamento Administrativo n.º 6/1999[4]
  - Organização, competências e funcionamento dos serviços e entidades públicos
- Regulamento Administrativo n.º 14/1999[5]
  - Estatuto do Gabinete do Chefe do Executivo e dos Secretários

## Mandatos de cada Secretário
- Cheong Kuoc Vá (20 de Dezembro de 1999 a 19 de Dezembro de 2014)
- Wong Sio Chak (20 de Dezembro de 2014 até ao presente)

## Referêncais
1. ↑  «Secretaria para a Segurança». Portal do Governo da RAE de Macau. Consultado em 8 de setembro de 2020
2. ↑  «Lei Básica da Região Administrativa Especial de Macau da República Popular da China». bo.io.gov.mo. Consultado em 8 de setembro de 2020
3. ↑  «Imprensa Oficial - Lei n.º 2/1999». bo.io.gov.mo. Consultado em 8 de setembro de 2020
4. ↑  «Imprensa Oficial - Regulamento Administrativo n.º 6/1999». bo.io.gov.mo. Consultado em 8 de setembro de 2020
5. ↑  «Imprensa Oficial - Regulamento Administrativo n.º 14/1999». bo.io.gov.mo. Consultado em 8 de setembro de 2020